# Kiril Rakarov
Kiril Manolov Rakarov (bulgare : Кирил Манолов Ракаров) (né le 24 mai 1932 à Pavlikeni en Bulgarie et mort le 25 août 2006 à Sofia) est un joueur de football international bulgare, qui évoluait au poste de défenseur, avant de devenir entraîneur.

## Biographie

### Carrière de joueur

#### Carrière en sélection
Avec l'équipe de Bulgarie, il dispute 58 matchs (pour un but inscrit) entre 1953 et 1962. Il figure notamment dans le groupe des sélectionnés lors des JO de 1956 et de 1960.
Il participe également à la coupe du monde de 1962, disputant deux matchs : contre l'Argentine et la Hongrie.

## Palmarès
| CSKA Sofia - Championnat de Bulgarie (11) : - Champion : 1951, 1952, 1954, 1955, 1956, 1957, 1958, 1958-59, 1959-60, 1960-61 et 1961-62. - Vice-champion : 1953. - Coupe de Bulgarie (4) : - Champion : 1951, 1954, 1955 et 1961. - Finaliste : 1950. |  | Bulgarie olympique - Jeux olympiques : - Bronze : 1956. |